# Thomas Harper Ince
Thomas Harper Ince (Newport na Rhode Islandu, 16. studenog 1880. – brod Oneida ili Beverly Hills, 19. studenog 1924.), američki filmski redatelj, scenarist, producent i glumac, autor više od 800 nijemih filmova poznat kao „Otac Vesterna”. Uvođenjem tekuće vrpce u hollywoodsku filmsku industriju pojednostavio je i ubrzao postupak proizvodnje filmova te je kao vlasnik prvog velikog filmskog studija poznat i kao prci filmski mogul Hollywooda.
Rođen je kao srednje od troje djece u obitelji engleskih doseljenika, koja se zbog očevih promjena poslova više puta selila. NJegov otac, koji je u Sjedinjene Države došao kao brodski puškar, radio je i kao rudar i izvjestitelj da bi se kao kazališni glumac zajedno s obitelji skrasio na Manhattanu, u New Yorku, gdje je i Ince započeo svoju glumačku karijeru. Pisao je scenarije za više filmskih kuća (između ostalog i one Thomasa Edisona) s tematikom divljeg zapada (začetak vesterna) i Američkog građanskog rata.
Način i uzrok njegove smrti ostali su do danas nerazjašnjeni, o čemu je 2001. snimljen film Najveća holivudska tajna, dok su u popularnoj kulturi prisutne brojne reference na njegovu nerazjašnjenu smrt. Za postignuća u filmskoj umjetnosti posmrtno mu je dodijeljena zvijezda na Hollywoodskoj stazi slavnih. Bio je oženjen glumicom Elinor Karshew s kojom je imao troje djece. Njegovi nijemi filmovi Talijan (1915.) i Civilizacija (1916.) uvršteni su u američki Nacionalni registar filmova i proglašeni nacionalnim dobrom.

## Vanjske poveznice
- Životopis na IMDb-u